# تپه شوریک
تپه شوریک مربوط به دوران‌های تاریخی پس از اسلام است و در شهرستان سلماس، روستای شوریک واقع شده و این اثر در تاریخ ۱۹ اسفند ۱۳۸۰ با شمارهٔ ثبت ۴۸۳۸ به‌عنوان یکی از آثار ملی ایران به ثبت رسیده است.